# São Jorge (Santana)

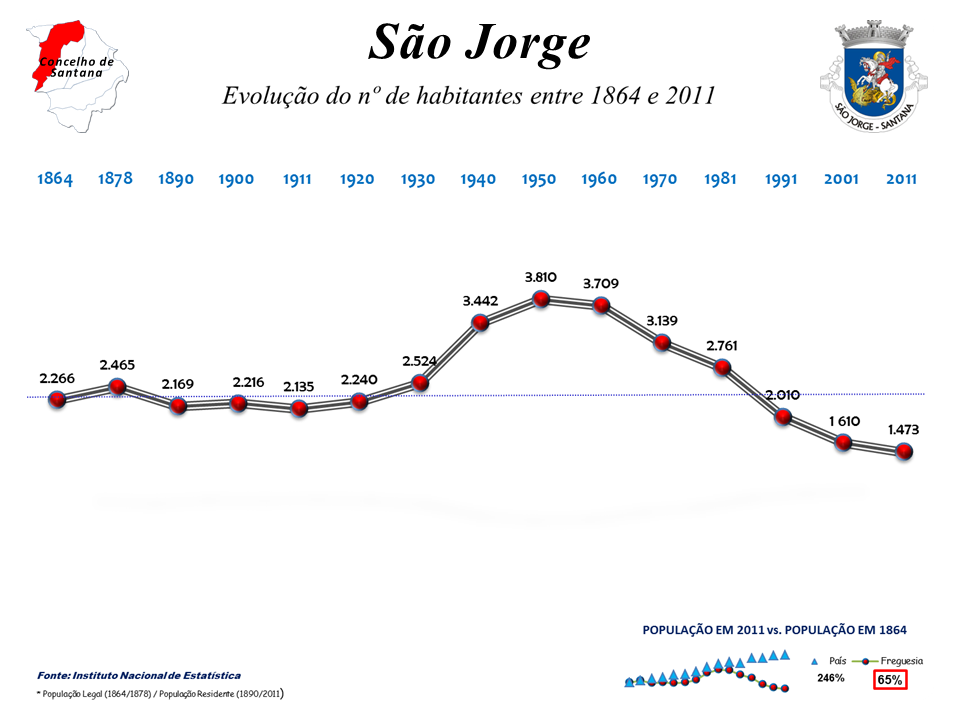
Bevolkingsontwikkeling tussen 1864 en 2011

São Jorge is een plaats (freguesia) in de Portugese gemeente Santana (Madeira) en telt 1610 inwoners (2001).
Bij de plaats staat de vuurtoren Farol da Ponta de São Jorge.

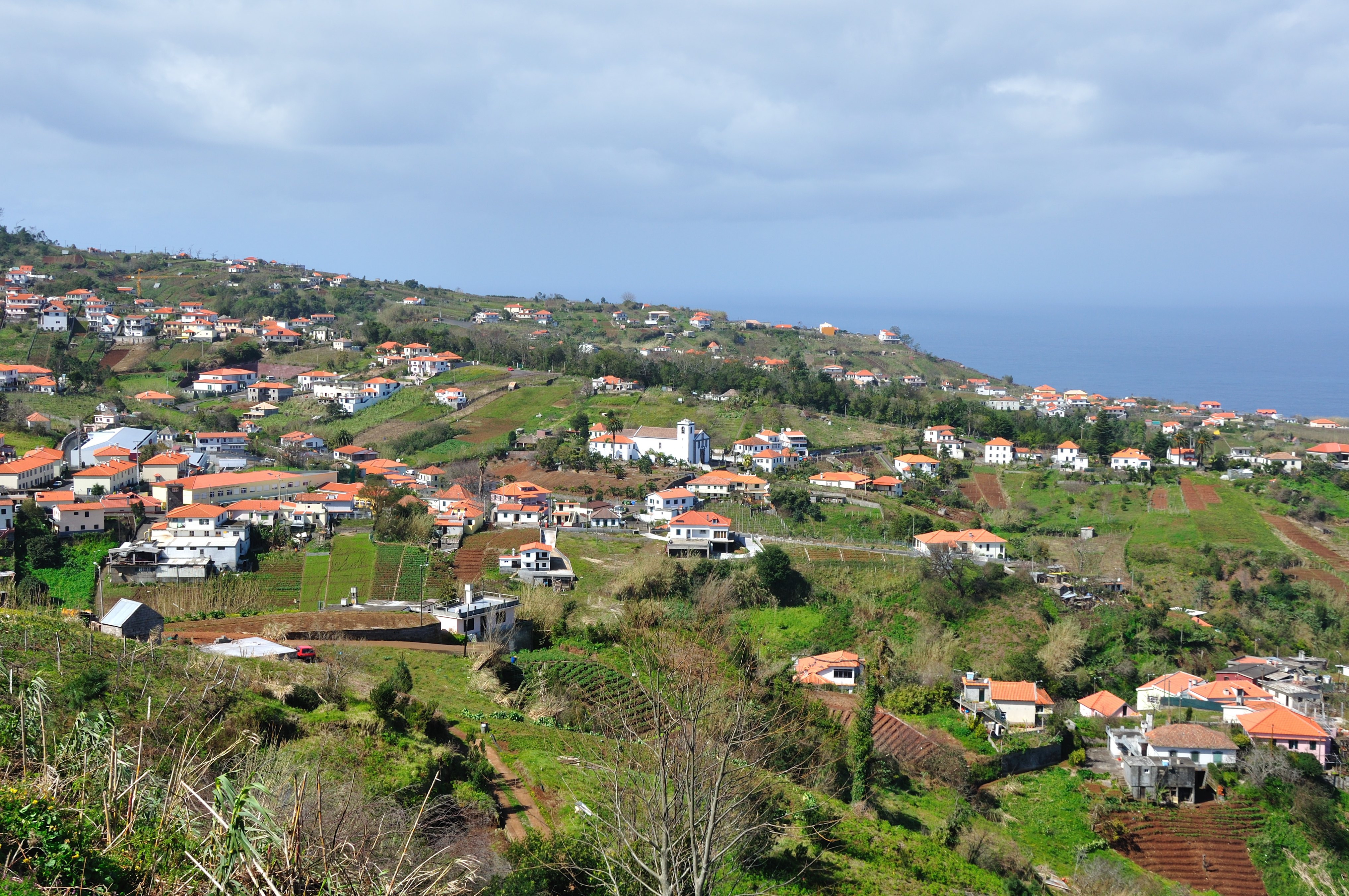
São Jorge
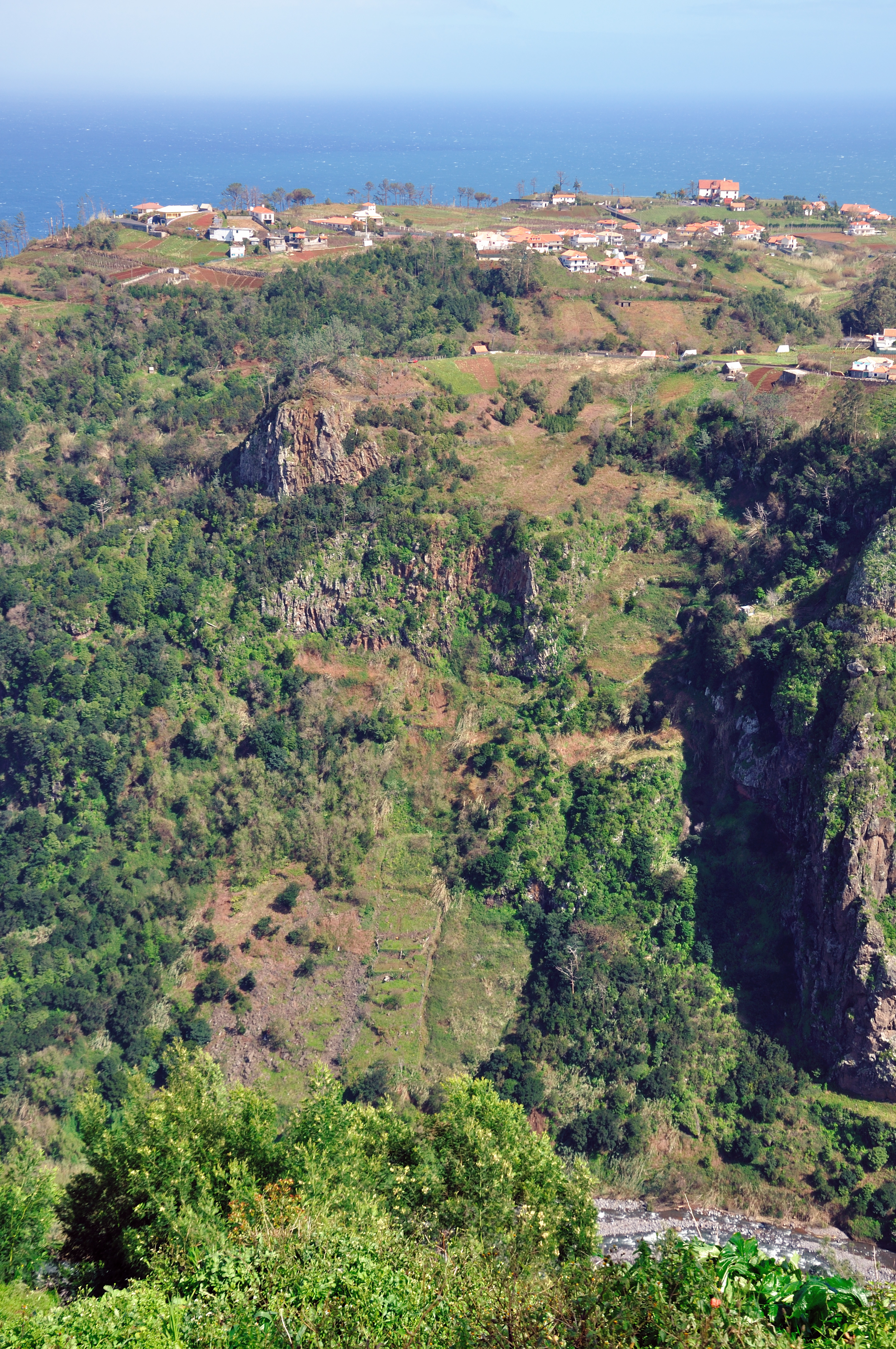
São Jorge
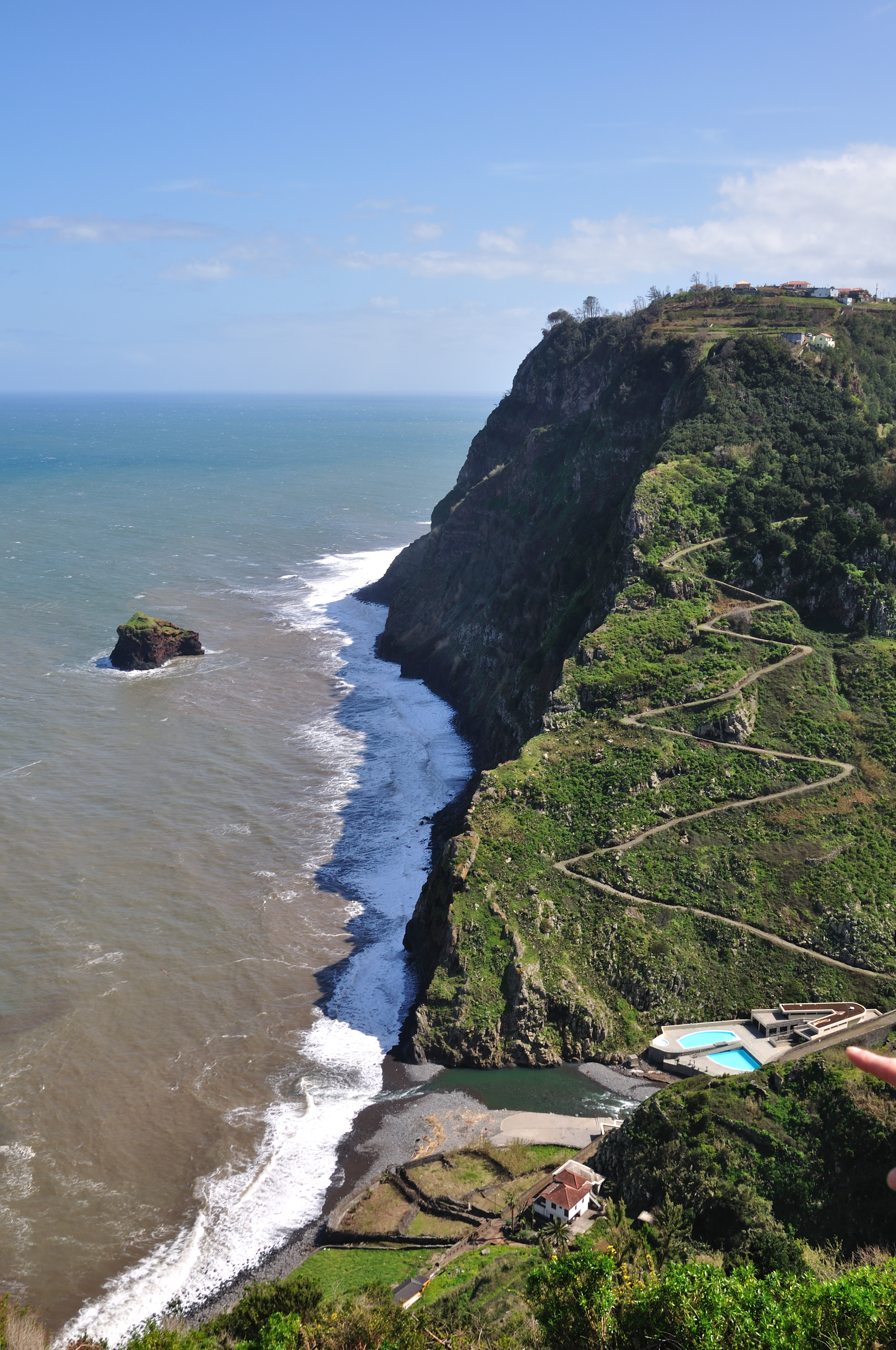
Kustlijn bij São Jorge
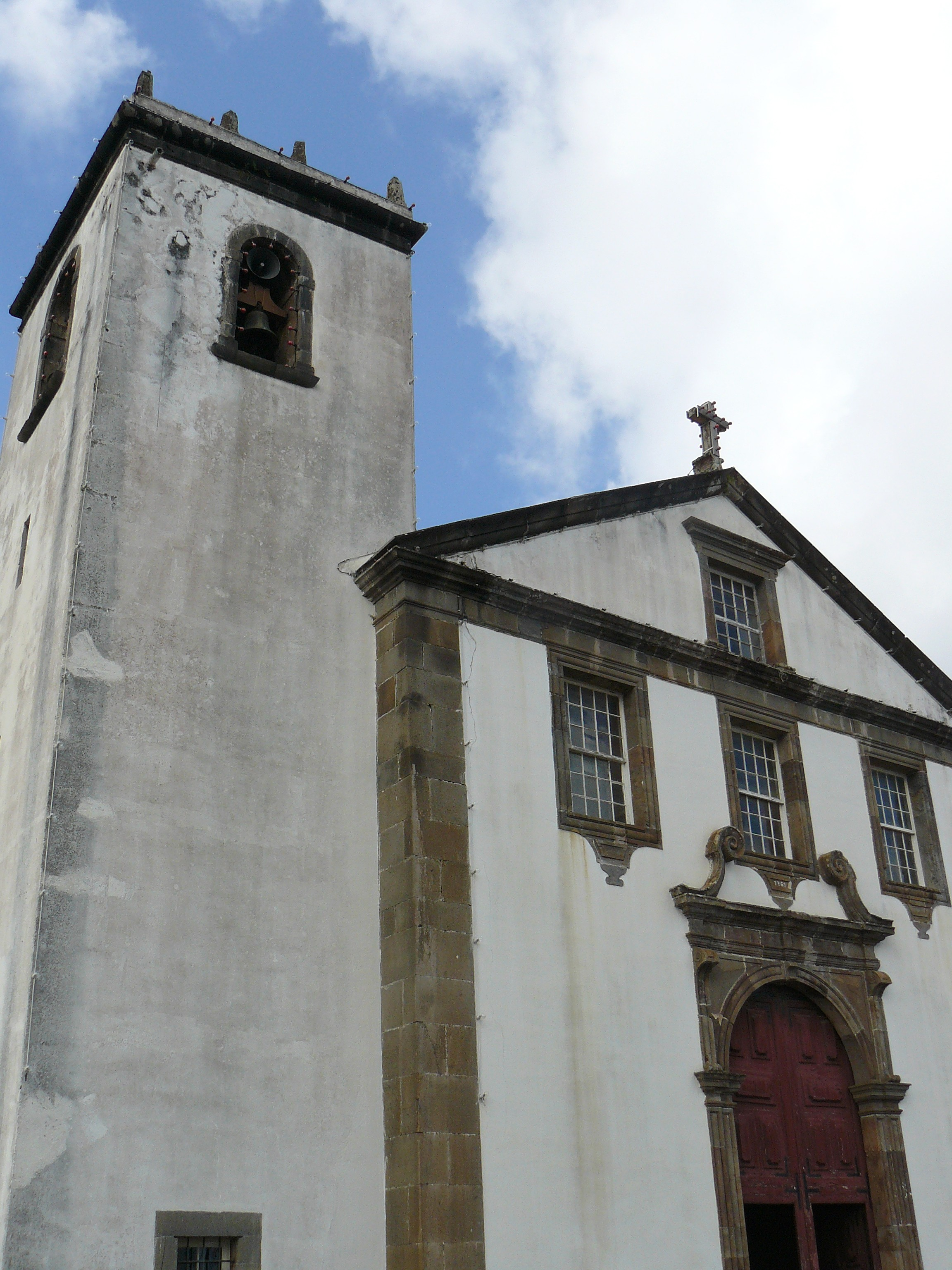
Kerk van São Jorge